# Виллем I
Виллем (Вильгельм) I (нидерл. Willem I, нем. Wilhelm I., фр. Guillaume Ier; 24 августа 1772[…], Гаага — 12 декабря 1843[…], Берлин) — первый король Нидерландов с 16 марта 1815 по 7 октября 1840 года, герцог Люксембургский с 16 марта по 9 июня 1815 года, первый великий герцог Люксембургский с 9 июня 1815 по 7 октября 1840 года; принц Оранский-Нассауский (под именем Вильгельм VI), герцог Лимбургский.

## Биография

### Изгнание
Старший сын Вильгельма V, штатгальтера Нидерландов и его супруги Вильгельмины Прусской.
В 1793—1795 годах он командовал нидерландскими войсками в войне с французами, окончившейся в 1795 году вступлением войск Пишегрю в Амстердам и бегством Виллема вместе с отцом из Нидерландов.
Вильгельм V в 1802 году отказался в его пользу от назначенного ему имперским сеймом вознаграждения в Германии. После смерти отца в 1806 году Виллем вступил в управление и нассаускими наследственными землями (Нассау-Диц).

### Наполеоновские войны
В войну 1806 года Виллем служил в прусской армии и был взят в плен французами в Эрфурте. Наполеон I объявил его лишённым принадлежавших ему земель.
В войну 1809 года Виллем поступил добровольцем в армию эрцгерцога Карла и участвовал в сражении при Ваграме. После Битвы народов при Лейпциге (1813 год) он отправился в Великобританию, где пробыл некоторое время. После успешной операции по освобождению Нидерландов А. Х. Бенкендорфа, отправленного с небольшим отрядом из расположения Северной армии, находящейся под командованием принца Карла Юхана (будущий король Швеции Карл XIV Юхан), Виллем I высадился с британским десантом в Схевенингене, приветствуемый народом и временным правительством, как государь всей страны. Свои немецкие наследственные земли Виллем принял во владение ещё раньше.

### Образование королевства Нидерланды. Отделение Бельгии
Затем Венский конгресс постановил соединить Бельгию с Нидерландами в одно королевство, и 16 марта 1815 года Виллем был провозглашен в Гааге, под именем Виллема I, королём нидерландским и великим герцогом люксембургским. Свои наследственные земли в Германии он вынужден был уступить Пруссии и Нассау.
После этого Виллем жил попеременно в Брюсселе и Гааге, пока Южные Нидерланды (Бельгия) вследствие революции 1830 года не отделились от Северных (современных Нидерландов). Виллем упорно противился признанию независимости Бельгии, но наконец в 1839 году был вынужден подчиниться решению великих держав.

### Отречение
Громадный государственный долг, возникший из-за упорной политики Виллема I, вызвал непопулярность короля. Она ещё более усилилась из-за его романа с католической графиней Генриеттой д’Ультремон. При таких обстоятельствах он счел за лучшее передать корону 7 октября 1840 года своему старшему сыну Виллему II. Приняв титул графа Нассауского, он уехал в Берлин, где женился на графине д’Утремон и умер в 1843 году.

## Дети
| Имя                           | Рождение        | Смерть          | Примечания                                                                               |
| ----------------------------- | --------------- | --------------- | ---------------------------------------------------------------------------------------- |
| Виллем II, король Нидерландов | 6 декабря 1792  | 17 марта 1849   | в 1816 году женился на Анне Павловне Романовой; оставил потомство                        |
| мертворождённый сын           | 18 августа 1795 | 18 августа 1795 |                                                                                          |
| Фридрих                       | 28 февраля 1797 | 8 сентября 1881 | в 1825 году женился на Луизе Прусской; оставил потомство                                 |
| Паулина                       | 1 марта 1800    | 22 декабря 1806 |                                                                                          |
| мертворождённый сын           | 30 августа 1806 | 30 августа 1806 |                                                                                          |
| Марианна                      | 9 мая 1810      | 29 мая 1883     | в 1830 году вышла замуж за Альбрехта Прусского, брата Луизы Прусской; оставила потомство |

## Интересные факты
В честь Виллема I  назван минерал (виллемит).